# GVFS
GVFS — подсистема среды рабочего стола GNOME (для UNIX-подобных ОС), виртуальная файловая система, созданная как альтернатива для GnomeVFS. Применяется начиная с GNOME  2.22 (март 2008 года). GVFS позволяет по желанию подключать виртуальные файловые системы, монтируя их через FUSE.
GVFS состоит из двух частей: общедоступной библиотеки, загружаемой приложениями, поддерживающими GIO и саму GVFS, и набора программ-демонов, которые взаимодействуют друг с другом и GIO-модулем по D-Bus. GVFS создаёт виртуальную файловую систему без создания пользовательского процесса, в отличие от GnomeVFS, но в чём-то похоже на KIO.
Поддерживаются различные интерфейсы, включая HAL-интеграцию, SFTP, WebDAV, SMB, ObexFTP, а также монтирование архивов (через libarchive).
С июля 2009 107 из 113 зарегистрированных компонентов GNOME были перенесены на GIO как следствие поддержки GVFS URIs. Для компонентов, которые ещё не поддерживают GVFS URIs, используется модуль GVFS-Fuse, который возвращает абсолютные пути приложениям, монтируемым в виде каталогов в домашнем каталоге пользователя.
Рассматривался переход на GVFS в PCManFM (lxde).
Работа с метаданными в GVFS может раскрыть некоторую информацию о содержимом зашифрованных разделов.